# Bourigeole
Bourigeole ist eine Gemeinde im französischen Département Aude in der Region Okzitanien. Sie gehört zum Kanton La Région Limouxine und zum Arrondissement Limoux. Die Bewohner nennen sich Bourigeolais. Nachbargemeinden sind Saint-Couat-du-Razès im Norden, Bouriège im Osten, Festes-et-Saint-André im Süden und  Saint-Benoît im Süden.

## Bevölkerungsentwicklung
| Jahr      | 1962 | 1968 | 1975 | 1982 | 1990 | 1999 | 2009 | 2015 |
| --------- | ---- | ---- | ---- | ---- | ---- | ---- | ---- | ---- |
| Einwohner | 67   | 63   | 50   | 76   | 63   | 54   | 48   | 51   |

## Sehenswürdigkeiten
- Ruine der alten Kirche Ste-Eulalie
- neue Kirche Ste-Eulalie
- Ruine der Kapelle St-Nicolas im Ortsteil Tournebouich
- Ruine der Katharerburg